# Battaglia della baia di Kjoge
La battaglia della baia di Kjoge (o di Capo Falsterbo) fu un grande combattimento navale tra dano-norvegesi e svedesi, che ebbe luogo, nell'ambito della guerra di Scania, nel golfo a sud di Copenaghen, l’11 luglio 1677 (data secondo il calendario gregoriano usato ai giorni nostri, ossia il 1º luglio 1677 di quello giuliano).